# Злобин, Василий Иванович
Васи́лий Ива́нович Зло́бин (7 февраля 1919, деревня Таптыково (ныне Ухоловский район, Рязанская область) — 11 января 2008, Москва) — советский и российский историк, специалист в области истории политики и власти в России в XVIII—XX веках, доктор исторических наук (1982), заслуженный профессор МГУ им. М. В. Ломоносова (1999). С 2009 года в МГУ выходит ежегодный сборник научных работ «Памяти профессора В. И. Злобина: Традиции исторической мысли».

## Биография
Родился 7 февраля 1919 года в деревне Таптыково Ухоловского района Рязанской области в крестьянской семье середняков. Отец — участник первой мировой войны, Георгиевский кавалер. После революции стал ветеринаром. Был главой деревенского совета. Мать — домохозяйка. В семье было 6 детей.

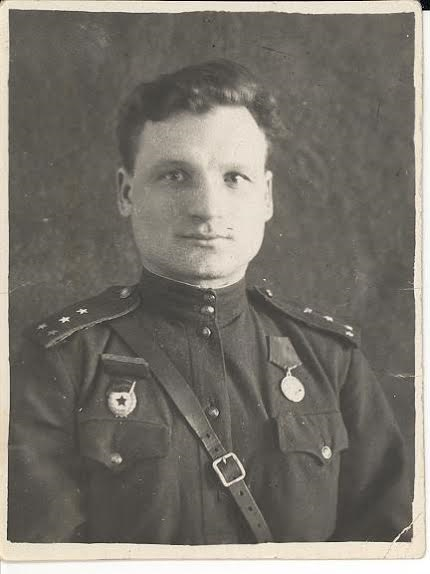
Капитан Злобин на фронте в 1944 году

В 1938 году поступил на исторический факультет МГУ, где специализировался по истории России в семинаре академика Милицы Нечкиной.
Ветеран Великой Отечественной войны, будучи студентом МГУ в октябре 1941 года ушёл добровольцем на фронт, записавшись в Краснопресненский истребительный батальон, а затем в 3-ю Московскую стрелковую коммунистическую дивизию, ставшую впоследствии 53-й гвардейской дивизией.
Принимал участие в Московской битве, потом прошёл путь до Балтики. Был командиром противотанкового оружейного наряда, потом — командиром взвода противотанкового гвардейского дивизиона. На фронте стал офицером. Трижды был ранен, один раз тяжело, несколько раз контужен, получил инвалидность. В 1943 году в боевой обстановке вступил в ВКП(б). Во время войны был награждён орденами Отечественной войны 1 степени, Красной Звезды, медалями, а также воинскими наградами ряда иностранных государств.
После окончания войны на Западе со своей частью был направлен на восток для участия в боевых действиях против Японии. После демобилизации вернулся на исторический факультет МГУ, в 1948 году окончил его, затем аспирантуру там же, защитил кандидатскую диссертацию «Борьба партии большевиков за проведение в жизнь устава сельскохозяйственной артели» (1952). Научный руководитель — старый большевик, профессор Ж. А. Маурер (1890—1960). В 1951 году был оставлен в качестве ассистента в МГУ, где и преподавал до конца жизни. Много лет возглавлял Совет молодых учёных МГУ. С 1962 года — доцент, в 1982 году защитил докторскую диссертацию об историографии II съезда РСДРП, с 1985 года — профессор. Был первым директором Института повышения квалификации преподавателей общественных наук при МГУ. Один из основателей и руководителей всероссийского семинара «Традиции исторической мысли», который после его смерти стал называться «Семинар памяти профессора В. И. Злобина». Член редколлегий ряда академических изданий и нескольких Ученых советов, научный руководитель множества докторов и кандидатов наук.

### Семья
- Жена — Клара Константиновна Злобина (Бондаренко) — с 1953 года до её смерти в 2003 году, — работала учёным секретарём Отделения ядерной физики Академии наук СССР.
- Сын — российский и американский политолог Николай Злобин (род. 1958).

## Научная деятельность
Широко известен как теоретик исторической науки и историографии, а также как историограф большевизма. Разработал и читал первый в СССР курс по историографии власти и политических партий. Опубликовал целый ряд работ по этой теме, получивших широкое международное признание. В круг научных интересов входили также вопросы методологии исторической науки, проблемы истории Второй Мировой войны, истории Московского университета и т. д. Опубликовал множество книг и исследовательских статей, которые были изданы в разных странах, в том числе в США, Франции, Германии, Китае, Мексике, Англии, Польше, Болгарии и других странах.

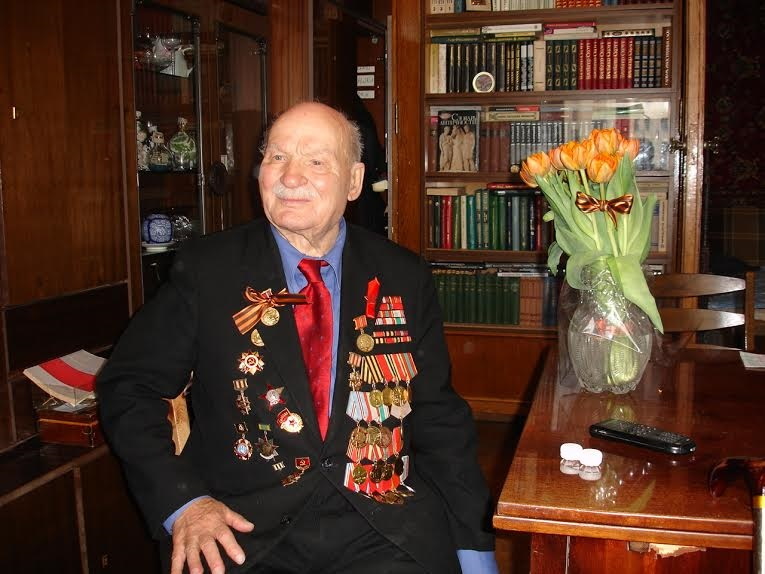
В. И. Злобин в своём кабинете (2006)

В своих трудах значительно расширил понимание истории политики и политических партий в России. Первым в СССР стал развивать тему исторической ограниченности политических партий как формы политической организации и их постепенного отмирания и ухода с исторической арены, что входило в острое противоречие с официальной позицией о постоянном возрастании роли КПСС.
В своих исследовательских работах впервые в СССР поднял вопрос о пересмотре всей истории власти и политических партий в России. Отрицал официальную точку зрения, согласно которой первые политические партии в России появились лишь в начале XX века. Доказывал, что политика в её современном смысле, как и политические партии зародились в России ещё в XVII веке. Выступал против общепринятого тезиса о традиционном историческом отставании политической культуры и организации России от Европы. Считал, что царская Россия в XVII—XIX веках имела большие и глубокие традиции политической борьбы и создания — в том числе самой властью — разного рода политических организаций, которые, хотя и не назывались политическими партиями, на практике играли их роль. Доказывал, что Россия до революции 1917 года была страной с развитым политическим сознанием, а не отсталая в этом отношении, как считала официальная историческая наука того времени.

## Основные работы
- Партия большевиков в период нового революционного подъёма. М., 1962;
- Очерк истории партийной, профсоюзной и комсомольской организации МГУ. М., 1966;
- Второй съезд РСДРП. Историография. М., 1980.

## Цитаты
- «Лев Толстой первой фразой „Анны Карениной“ — „Все счастливые семьи похожи друг на друга, каждая несчастливая семья несчастлива по-своему“ — сформулировал также формулу особого исторического пути. Все успешные в истории страны похожи друг на друга причинами своего успеха, все неуспешные — имеют свои уникальные, специфические источники неудач. Отсюда часто делается вывод об исключительности их исторического пути. На самом деле, как правило, в мировой истории все позитивное — похожее, общее, единое; все негативное, неудачное — национальное по своему характеру, специфическое, уникальное».
- «Своей историей обычно больше всех гордятся те, кто хуже всех её знает».
- «И я могу сказать, что я был там, где должен был быть. Ибо: „Блажен, кто посетил сей мир в его минуты роковые“» (из автобиографии)
- «Ну что ж… Мы работаем. Каждый из нас специалист в своем деле. Возможно, когда-то наши позиции сблизятся. Но какими бы они ни были, основанные на тех или иных выводах, суждениях, каждая из них имеет право на своё существование» — о сыне Николай Злобине.[5]